# Zorea, Cernihivka
Zorea (în ucraineană Зоря) este un sat în comuna Novopoltavka din raionul Cernihivka, regiunea Zaporijjea, Ucraina.

## Demografie
Componența lingvistică a localității Zorea
     Ucraineană (97,25%)
     Rusă (2,45%)
Conform recensământului din 2001, majoritatea populației localității Zorea era vorbitoare de ucraineană (97,25%), existând în minoritate și vorbitori de rusă (2,45%).